# 虜 (ゲーム)
『虜』（とりこ）は、D.O.より1996年に発売されたアダルトゲーム。定められた期間内で、教師である主人公が生徒を調教する育成シミュレーションゲーム。シナリオ・原画は広崎悠意。後に続篇『虜2』が発売され、2009年8月6日にはWindows 2000/XP/Vista向けの移植版が発売された。

## システム
ゲームは調教フェイズと休息フェイズが交互に移行する形で進行する。
バイブなどの"快楽"、オナニーなどの"羞恥"、相手に暴力を与える"被虐"、プレイヤー自身に対する"奉仕"のほか、コスプレ要素をもつコマンドも存在する。ヒロインのパラメーターを調節し、立派な性奴に仕上げることが本ゲームの目的である。調節に失敗すると、ヒロインが逃亡したり、廃人になったり、死亡するなどして、ゲームオーバーとなる。また、ヒロインが生理中は一部のコマンドが無効となる。

## 登場人物
主人公
性的に倒錯した考えを持つ新任教師。
佐伯由美子
有力者を父に持つ女子学生。主人公に誘拐される。
田村麻美
おとなしい女子学生で、主人公の性奴。父は由美子の父の部下であり、贈賄事件で逮捕されて獄死した。一家離散の原因を作った人物の子供である由美子への憎しみから、主人公の計画に加担する。
平井美恵子
由美子の友人。明るく元気な性格。